# Upplands runinskrifter 866
Upplands runinskrifter 866 är en vikingatida runsten av finkornig granit i Björnome, Gryta socken och Enköpings kommun. Runstenen är 2,35 meter hög och 1,83 meter bred. Stenen står på sin nuvarande plats sedan 1946, men dess ursprungliga plats är inte helt känd. Den ursprungliga platsen är emellertid någonstans i byn Björnome eller dess absoluta närhet.
Ristningen är mycket skickligt utförd och utan tvekan ett verk av Åsmund Kåresson.

## Inskriften
Translitterering av runraden:
krukr ' lit [ri]t[a] stin þino ' aftiʀ ' kara f(a)... ... ... [hi]albi hons| |salu| |uk| |kuþs muþiʀ
Normalisering till runsvenska:
Krokʀ let retta stæin þenna æftiʀ Kara, fa[ður sinn. Guð] hialpi hans salu ok Guðs moðiʀ.
Översättning till nusvenska:
Krok lät resa denna sten efter Kåre, sin fader. Gud och Guds moder hjälpe hans själ.